# Essai cinématographique
 (juin 2017).
Si vous disposez d'ouvrages ou d'articles de référence ou si vous connaissez des sites web de qualité traitant du thème abordé ici, merci de compléter l'article en donnant les références utiles à sa vérifiabilité et en les liant à la section « Notes et références ».
 (juin 2017).
- Si vous ne connaissez pas le sujet, laissez ce bandeau (vous pouvez alors contacter les auteurs).
- Si vous supprimez le contenu mis en cause (vous pouvez préalablement contacter les auteurs),

argumentez précisément cette suppression dans la page de discussion
(un manque de référence n'est pas un argument ; une recherche réelle de référence doit avoir été effectuée, être formellement documentée).
Ne doit pas être confondu avec Essai vidéo.
L'essai cinématographique (aussi appelé essai filmique, essai filmé, film d'essai ou film-essai) est un genre de film documentaire qui est au cinéma ce que l'essai est à la littérature.
Par son héritage littéraire, il se définit comme étant une démarche introspective, c’est-à-dire une expérience dont le but est de prendre la mesure de sa propre pensée. Didier Coureau écrit dans l'ouvrage collectif intitulé L'essai et le cinéma que l’essai est une forme qui pense. Il définit l’essai au cinéma comme étant une « poétique de la pensée » ou une « noosphère filmique ». Toujours dans ce même ouvrage, l’essence même d’un essai serait, selon José Moure, de « disposer de la masse désordonnée du savoir, de prendre un morceau à côté d’un autre et d’essayer de les faire aller ensemble, d’inventer des allusions au concevable, de trouver une part de vérité dans l’illusion ou dans le rêve ».
En France, Chris Marker, Alain Resnais, Jean-Luc Godard, sont, au cinéma, souvent définis comme des essayistes[Par qui ?]. Les notions d'engagement (politique, social, humain, existentiel, vital), d'expérience (vécue et formelle) s'y retrouvent comme en littérature.
L'essayiste n’est en aucun cas gouverné par des règles établies. Jean-François Lyotard écrit[Où ?] que « l’essayiste et l’artiste travaillent sans règle afin d’établir les règles de ce qui aura été ». C’est pour cela qu’on[Qui ?] a l’habitude de dire que l’essai est une œuvre postmoderne, une œuvre au futur (post) antérieur (modo). Le cinéaste essayiste est donc par essence un cinéaste postmoderne.

## Exemples de dispositifs

### Principe d’incertitude
En partant de faits, d'images ou de signes, le réalisateur d'essais s'inspire parfois de l'approche structuraliste de Roland Barthes en confrontant ou rapprochant plusieurs phénomènes qui font généralement l'objet d'une distanciation rigoureuse. C'est le cas de Radovan Tadic lorsque ce dernier réalise Petits morceaux choisis. Son approche ressemble plus à celle d’un philosophe structuraliste ou d’un physicien quantique qu’à celle d’un journaliste qui informe preuves à l’appui.
Contrairement à un historien ou à un journaliste, l'essayiste s'autorise à considérer, par exemple, deux états corrélés de notre histoire contemporaine et essaie de démontrer que, même si l’histoire n’est pas régie par un déterminisme classique et qu’il existe une somme quasi infinie de chemins possibles qui relient ces deux événements, il existe bien un (ou des) chemin(s) le(s) plus probable(s). Il identifie ce (ou ces) chemin(s) et explique quels sont les processus qui permettent de l’affirmer : c’est le principe d’incertitude.
A propos de consciente incertitude, pour décrire leur pratique essayiste dans le videographic criticism (video essay), Johannes Binotto et Evelyn Kreutzer écrivent en 2023 A Manifesto for Videographic Vulnerability.

### Montage poétique
Ici, c'est le fragment et la répétition des mouvements qui prédominent. Ce type de montage est appelé : le montage poétique ou montage à contrepoint. Il ne s’agit pas que d’un simple procédé. Selon Pelechian lui-même : « L'expression du sens acquiert alors une portée bien plus forte et plus profonde que par collage direct. L'expressivité devient alors plus intense et la capacité informative du film prend des proportions colossales. »
Afin de mieux aborder ce dispositif, il est conseillé de visionner Konets et Les Saisons (en) d’Artavazd Pelechian. Dans Les mardis de la FEMIS Artazvad Pelechian explique, chiffres à l'appui, comment il crée ce dispositif.

## Essais cinématographiques
Parmi les essais cinématographiques, on peut citer :
- Les statues meurent aussi de Chris Marker et Alain Resnais (1953) ;
- Kashima Paradise de Yann Le Masson et Bénie Deswarte (1973) ;
- Sans soleil de Chris Marker (1982) ;
- JLG/JLG de Jean-Luc Godard (1994) ;
- Level Five de Chris Marker (1996) ;
- Histoire(s) du cinéma de Jean-Luc Godard (1988-1998) ;
- Les Soviets plus l'électricité de Nicolas Rey (2001) ;
- Notre musique de Jean-Luc Godard (2004) ;
- Déluge au pays du Baas d'Omar Amiralay (2003).

Voir plus dans Catégorie:Essai cinématographique.

## Cinéastes essayistes
(décembre 2009).
 (décembre 2009).
D'autres cinéastes peuvent s'ajouter à la liste des cinéastes essayistes :
- Pier Paolo Pasolini
- Chantal Akerman
- Yaël André
- Edmond Bernhard
- Johannes Binotto
- Hartmut Bitomski
- Benjamin Christensen
- Jem Cohen (en)
- Pierre Creton
- Denys Desjardins
- Dominique Dubosc
- Harun Farocki
- Georges Franju
- Marcel Hanoun
- Johan van der Keuken
- Alexander Kluge
- Thierry Knauf
- Maria Koleva
- Robert Kramer
- Boris Lehman
- Gaël Lépingle
- Cecilia Mangini
- Cyril Mennegun
- Manoel de Oliveira
- Artavazd Pelechian
- David Perlov
- Jean-Daniel Pollet
- Daryush Shokof
- Michel Sumpf/Zumpf (1957-)
- Radovan Tadic
- Lydie Wisshaupt-Claudel
- Federico Fellini
- João César Monteiro

#### Sites consacrés à des cinéastes essayistes
- Site internet entièrement consacré à Artavazd Pelechian, créé et édité par la revue universitaire Cadrage et écrit par Pierre Arbus, professeur certifié, maître de conférences à l'ESAV, université de Toulouse
- Page internet consacrée à Jean-Luc Godard, créée et éditée par Écran Noir
- Site en anglais et français consacré à Dominique Dubosc
- Entre cinéma expérimental et essai : Jonas Mekas
- Des textes, des dessins, ou comment mieux aborder l'œuvre de Jean-Daniel Pollet

#### Sites consacrés à des essais cinématographiques
- Sans soleil, un film de Chris Marker

#### Articles
- Peter Thompson - The cinematic essay